# Équipe de Dominique masculine de volley-ball
Cet article traite de l'équipe masculine. Pour l'équipe féminine, voir Équipe de Dominique féminine de volley-ball.
L'équipe de Dominique de volley-ball est composée des meilleurs joueurs dominiquais sélectionnés par la Fédération dominiquaise de Volleyball (Dominica Volleyball Association, DVA). Elle est actuellement classée au 89e rang de la Fédération Internationale de Volleyball au 15 janvier 2010.

## Sélection actuelle
Sélection pour les qualifications aux Championnats du monde 2010.

Entraîneur : Robert R. Guiste  ; entraîneur-adjoint : Yosuke Uno 

## Palmarès et parcours

### Palmarès
Néant.